# Paraneetroplus zonatus
Paraneetroplus zonatus är en fiskart som först beskrevs av Meek, 1905.  Paraneetroplus zonatus ingår i släktet Paraneetroplus och familjen Cichlidae. Inga underarter finns listade i Catalogue of Life.